# Hot Rock 'n' Roll Band
Hot Rock 'n' Roll Band är ett musikalbum med rocksångaren Jerry Williams som är utgivet 1980.

## A sidan
1. Makin' Love To You (Högberg - Lawton)
2. Hot Rock 'n' Roll Band (Högberg - Lawton)
3. Rocket In My Pocket (Sundahl - Olsson)
4. Sixteen And Ready (Högberg)
5. 747 For New York (Högberg - Lawton)
6. Nancy, Nancy (Högberg - Lawton)

## B sidan
1. That'll Be All (Högberg - Lawton)
2. Framed (Lieber - Stoller)
3. Hey Kate (Högberg - Lawton)
4. Shake Rattle And Roll (C. Calhoun)
5. The Little Things You Do (Högberg - Lawton)
6. That's Why We Keep Fallin' In Love (Högberg - Lawton)